# 游擊隊站
游擊隊站（羅馬化：Partizanskaya）是莫斯科地鐵的一個車站，在2005年之前名為伊茲邁洛夫斯基公園站（Измайловский парк）。游擊隊站是阿爾巴特－波克羅夫卡線的一個車站，開通於1944年，站名系紀念蘇聯游擊隊。改名是為了紀念俄羅斯在蘇德戰爭勝利60週年。

## 外部連結
- metro.ru （页面存档备份，存于）
- mymetro.ru
- KartaMetro.info — Station location and exits on Moscow map (English/Russian)